# Place Victoría (Athènes)
La place Victoría, en grec moderne : Πλατεία Βικτωρίας / Platía Viktorías, auparavant appelée place Kyriakoú (Πλατεία Κυριακού / Platía Kyriakoú), est une grande place d'Athènes  en Grèce qui donne son nom au quartier du même nom, qui la borde. 
Elle est située entre les rues du 3 Septembre (el) et celle d'Aristotélous. Elle a été rebaptisée Victoria en l'honneur de la reine du Royaume-Uni à l'occasion de l'annexion des îles Ioniennes à la Grèce en 1864, comme cadeau pour l'intronisation du neveu de la reine, le prince Guillaume de Schleswig-Holstein-Sonderbourg-Glücksbourg du Danemark, plus tard Georges Ier de Grèce. Sous la place passe la ligne 1 du métro d'Athènes à la station homonyme. La place traverse les rues Chéfden,  du 3 Septembre et celle d'Aristotélous et en son centre se trouve l'ensemble sculptural Thésée sauve Hippodamie (el) de Johannes Pfuhl (en) (1846-1914). 
Autour de la place, le quartier homonyme s'est développé. Depuis les années 1940, le quartier a été l'un des plus recherchés d'Athènes, comparable à celui de Kolonáki. Toutefois progressivement, il a commencé à décliner, en grande partie à cause de son abandon par ses habitants d'origine. Le quartier est aujourd'hui généralement considéré comme délabré et confronté à des problèmes de criminalité.